# Hylesia ileana
Hylesia ileana är en fjärilsart som beskrevs av William Schaus 1932. Hylesia ileana ingår i släktet Hylesia och familjen påfågelsspinnare. Inga underarter finns listade i Catalogue of Life.